# Checotah
Checotah is een plaats (city) in de Amerikaanse staat Oklahoma, en valt bestuurlijk gezien onder McIntosh County.

## Demografie
Bij de volkstelling in 2000 werd het aantal inwoners vastgesteld op 3481.
In 2006 is het aantal inwoners door het United States Census Bureau geschat op 3514, een stijging van 33 (0,9%).

## Geografie
Volgens het United States Census Bureau beslaat de plaats een oppervlakte van
23,4 km², waarvan 23,2 km² land en 0,2 km² water. Checotah ligt op ongeveer 198 m boven zeeniveau.

## Plaatsen in de nabije omgeving
De onderstaande figuur toont nabijgelegen plaatsen in een straal van 16 km rond Checotah.